# Kościół św. Józefa w Siecieniu
Kościół św. Józefa w Siecieniu – rzymskokatolicki kościół parafialny w Siecieniu, w powiecie płockim, w województwie mazowieckim. Funkcjonuje przy nim parafia św. Józefa.

## Historia
Kościół we wsi (wówczas pod wezwaniem Zwiastowania Najświętszej Maryi Pannie) powstał w drugiej połowie XIV lub w początku XV wieku. Był  wzmiankowany w 1442 jako drewniany. W wiekach XVI i XVII miejscowość była własnością Stanisława Siecińskiego, biskupa przemyskiego. Obecną świątynię rozpoczęto wznosić w 1584 z inicjatywy tego właśnie biskupa. Budowę ukończono w 1611, a obiekt konsekrował fundator w 1619 (portret biskupa pozostaje do dziś na wyposażeniu kościoła). W 1880 w kościele miano umieścić popiersie-epitafium biskupa Ignacego Krasickiego, jako znak jego rodowych więzi ze wsią, jednak ostatecznie rzeźbę autorstwa Andrzeja Pruszyńskiego posadowiono w katedrze płockiej. Obiekt był restaurowany w latach: 1725, 1779 i 1840.

## Architektura
Jednonawowa świątynia jest gotycko-renesansowa, ceglana, orientowana, położona na wzgórku.

## Wyposażenie
Wyposażenie wnętrza, w tym ambona, jest głównie barokowe, choć część pochodzi z pierwszego drewnianego kościoła i jest wcześniejsze. W ołtarzu głównym (początek XVIII wieku) znajduje się obraz Matki Boskiej Siecieńskiej, który obdarzany jest kultem począwszy od XVIII wieku. Namalował go nieznany artysta temperą na desce w XIV wieku. Ołtarze boczne noszą wezwania św. Tekli i św. Józefa (XVIII wiek). drewniana chrzcielnica reprezentuje styl rokokowy.
Wewnątrz kościoła wmurowano dwie tablice pamiątkowe:
- ku czci księdza Adama Arendzikowskiego, miejscowego proboszcza (ur. 24 grudnia 1900), zamordowanego przez niemieckich nazistów w 1941, w obozie koncentracyjnym w Działdowie,
- ku czci kolatorów (początek XIX wieku), m.in. Piotra Gembartha (zm. 1808)[5].

## Otoczenie
Przy kościele stoi pomnik 23 polskich mieszkańców wsi i okolic zamordowanych przez niemieckich nazistów w latach 1939-1945, w tym księdza Arendzikowskiego.